# Jevgenij Khrunov
Jevgenij Vasiljevitj Khrunov (russisk: Евге́ний Васи́льевич Хруно́в, født 10. september 1933, død 19. maj 2000) var en sovjetisk kosmonaut, der fløj på Sojus 4/Sojus 5-missionen. Jevgenij Khrunov var 1 døgn, 23 timer og 45 minutter i rummet.

## Rumflyvning
Den 15. januar 1969 blev Jevgenij Khrunov opsendt med Sojus 5, sammen med Aleksej Jelisejev og Boris Volynov. Dagen efter koblede de sig til Sojus 4, der var blevet opsendt d. 14. januar med Vladimir Sjatalov helt alene. Det var den første sammenkobling af to bemandede Sojus-fartøjer. Khrunov og Jelisejev gik på rumvandring og kravlede over til Sjatalov i Sojus 4, og efter fire timer frakobledes de to fartøjer. De tre kosmonauter landede d. 17. januar i Sojus 4, mens Volynov landede alene med Sojus 5 d. 18 januar. Det var første gang at nogen var fløjet ud i rummet med ét rumfartøj, og landet med et andet.
Sojus 4's hjemflyvning gik lige efter bogen, det gjorde Sojus 5's ikke. Sojus 5's servicemodul løsnede sig ikke ved hjemflyvningen, så returmodulet var forrest i flyveretningen. Det betød at den tyndeste del af varmeskjoldet tog mod den maksimale varmepåvirkning. Volynov hang desuden i sikkerhedsselerne, og der trængte giftige gasser ind i returmodulet. På et tidspunkt fik varmen brændt forbindelsen til servicemodulet over og fartvinden fik skilt de to moduler ad. Returmodulet vendte sig derefter med den tykkeste del af varmeskjoldet forrest. Senere viklede faldskærmslinerne sig en smule sammen, mens bremseraketterne svigtede fuldstændigt. Resultatet var så hård en landing at Volynov fik slået flere fortænder ud. Servicemodulets sene frakobling havde ændret flyveprofilen, så Sojus 5 landede i Uralbjergene, over tusind kilometer fra den planlagte landing i Kasakhstan. En lokal bonde gav Volynov husly, indtil redningsholdet dukkede op flere timer efter.